# Анумбі смугастоголовий
Ану́мбі смугастоголовий (Anumbius annumbi) — вид горобцеподібних птахів родини горнерових (Furnariidae). Мешкає в Південній Америці. Це єдиний представник монотипового роду Анумбі (Anumbius), назва якого походить від Añumbí — слова мовою гуарані на позначення цього птаха.

## Опис

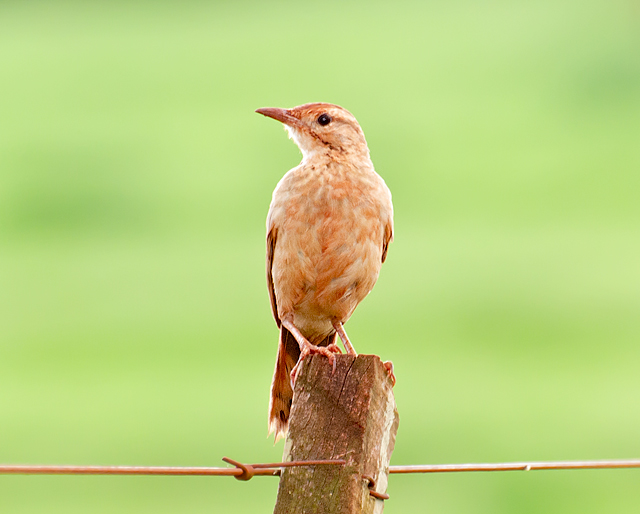
Смугастоголовий анумбі

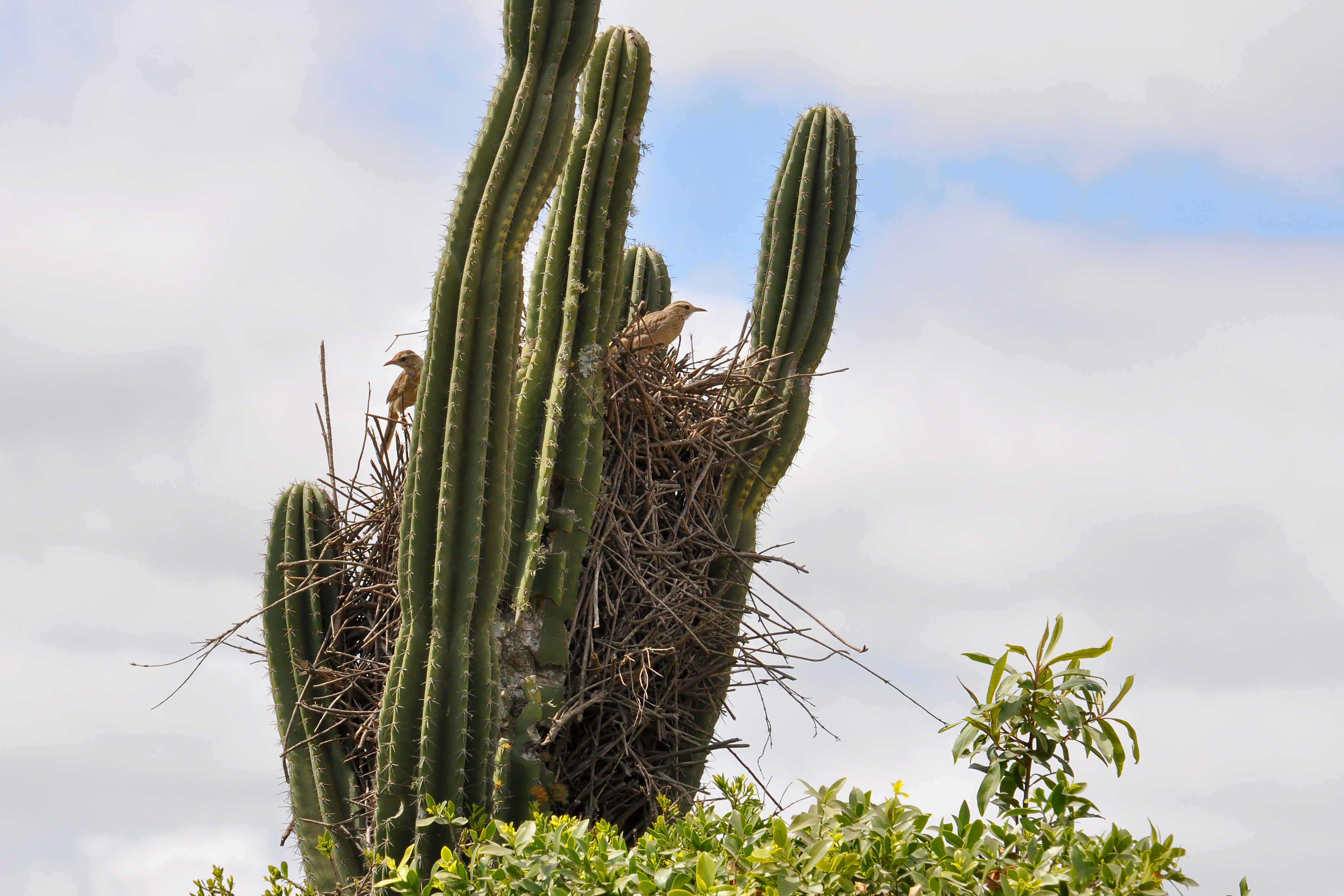
Смугастоголові анумбі біля гнізда

Довжина птаха становить 18-20 см. вага 27-45 г. Над очима характерні білі "брови", через очі ідуть коричневі або сірі смуги, решта обличчя світло-коричнева або сірувато-коричнева. Лоб сірувато-рудий, переходить у сірувато-коричневе або піщано-коричневе тім'я, поцятковане вузькими чорними смужками. Спина сірувато-коричнева, поцяткована більш широкими чорними смугами. Крила сірувато-коричневі, покривані пера крил мають темну центральну частину, кінчики махових пер також темні. Надхвістя світло-сіро-коричневе, верхні покривні пера крил довгі, темно-коричневі зі світлими краями. Хвіст східчастий. Два центральних стернових пера на кінці загострені, темно-коричневі, решта стернових пер чорнувато-коричневі з білими кінчиками. Горло біле, окаймлене чорними плямками і короткими смужками. Нижня частина тіла попеляста або світло-коричнева, боки піщано-коричневі. Райдужки карі або червонувато-карі, дзьоб зверху коричневий, знизу сірий або світло-сірий з темним кінчиком, лапи сірі або зеленувато-сірі.
Пісня часто виконуються в дуеті і складається з серії високих звуків, які завершуються треллю: «чіпчіпчіпчірі .. чіпчіпчіпчірі .. чіпчіпчіпчірі .. чіррі».

## Поширення і екологія
Смугастоголові анумбі мешкають на південному сході Бразилії (від Гояса і Мінас-Жерайса на південь до Ріу-Гранді-ду-Сул), в центральному і східному Парагваї, північній і східній Аргентині (від Чако і Місьйонеса на південь до північно-східного Чубута) та в Уругваї. Вони живуть на сухих і вологих луках, зокрема на заплавних, на полях і пасовищах, а акацієвих заростях, в саванах, рідколіссях і садах. Віддають перевагу не густим чагарникових заростям. Зустрічаються на висоті до 1000 м над рівнем моря.

## Поведінка
Смугастоголові анумбі зустрічаються парами або невеликими сімейними зграйками. Вони живляться жуками, зокрема афодіями (Aphodius) з родини пластинчастовусих та довгоносиками, а також клопами, личинками мух і насінням. Шукають їжу на землі або серед невисокої рослинності.
Смугастоголові анумбі  — моногамні птахи, сезон розмноження у них триває з серпня по лютий. Гніздо велике, циліндричної форми, висотою 50-110 см і шириною 30-40 см, робиться з гілок, часто з колючками, розміщується в чагарниках, на дереві, стовпі або споруді, на висоті від 1 до 4 м над землею. Вхід до гнізда розташовується зверху і має вигляд вигнутого спіраллю тунеля, який спускається в гніздову камеру. Вхід і тунель птахи часто обкладають пір'ям, шерстю, шматочками тканини. Гніздова камера шириною 14-20 см розміщується в нижній частині конструкції, вона встелюється пір'ям, рослинними волокнами, гілочками і навіть квітковими стеблами. Іноді гніздо має 2 вхідних тунелі, лише один або обидва з яких ведуть до гніздової камери. Гнізда використовуються протягом кількох сезонів і можуть надбудовуватися.
В кладці від 3 до 5 білих яєць розміром 18×24 мм. Яйця відкладаються через день, інкубаційний період триває 16 днів, пташенята покидають гніздо через 16-17 днів після вилуплення. За пташенятами доглядають і самиці, і самці. Через місяць після вилуплення пташенята стають повністю самостійними і покидають батьківську територію, однак вони можуть залишитися з батьками і допомагати доглядати за другим виводком.
Дорослі смугастоголові анумбі іноді стають здобиччю американських сипух, американських боривітрів і мексиканських соколів, а на їх пташенят полюють змії.